# Лурих, Георг
Ге́орг (Гео́ргий Гео́ргиевич) Лу́рих (22 апреля 1876, Вяйке-Маарья, Ляэне-Вирумаа — 22 января 1920, Армавир, Кубанская область) — российский артист цирка, профессиональный борец и промоутер.
Двукратный чемпион мира по французской борьбе. Популяризатор спорта. Один из пионеров российской спортивной публицистики.

## Биография

### Происхождение
Полагают, что переиначенную на немецкий лад фамилию Лурих дал крепостным предкам атлета кто-то из остзейских баронов, но корень её в эст. luuri vedamine — древней атлетической игры эстонцев, служившей увеселением во время народных гуляний. Она заключалась в попытке перетянуть друг друга закинутым на затылок соперника подобием вожжей. Другой вариант, когда два соперника, согнув колени и упираясь ступнями в ступни друг другу, перетягивают палку. Словно подтверждая фамилию, родственники Георга отличались физической силой. Деды и прадеды атлета, как по линии матери, так и по линии отца, отличались крепким телосложением, хорошим здоровьем, да к тому же ещё и были людьми чрезвычайно трезвого образа жизни. Насколько известно, трое из его предков дожили почти до 100, а один даже до 103 лет. А его дядя Ханс, напоминавший Георгу героя народного эпоса «Калевипоэг», которым тот восхищался, запросто отрывал от земли 18-пудовый[прояснить] валун, мог держать на вытянутой руке 50-фунтовый груз или, ухватив за форменный ученический ремень племянника, поднять его над головой и нести по всему селу.

### Ранние годы
Георг Лурих родился 22 апреля 1876 года в селе Вяйке-Маарья под Везенбергом(ныне Раквере) в Эстляндской губернии Российской империи. Чрезвычайно болезненный от природы мальчик в раннем детстве перенёс сильнейшее воспаление лёгких, что существенно подорвало его здоровье. Был хилого телосложения, бледен, слаб физически, в то же время являлся человеком, обладающим исключительной силой воли и невероятным желанием перебороть свою слабость. Лурих принял решение развивать себя физическими упражнениями, вероятно находясь под впечатлением от выступления двух профессиональных атлетов-немцев Лейднера и Ломберга, которое он увидел в 12-летнем возрасте в Ревеле (ныне Таллин). В годы обучения в Ревельском реальном училище Георга по состоянию здоровья даже освободили от занятий гимнастикой, но он стал самостоятельно заниматься силовыми упражнениями, и вскоре добился потрясающих результатов. В 15-летнем возрасте Лурих на спор выжал 2-фунтовые[прояснить] гантели, синхронно поднимая их обеими руками 4 тысячи раз.
В дальнейшем Георг проявлял завидную целеустремлённость, настойчивость, трудолюбие и упорство, уделяя тренировкам всё своё свободное время. Занятия с гантелями, гирями, штангой и тяжёлыми валунами чередовались с упражнениями гимнастикой, бегом, прыжками, плаванием, ездой на велосипеде и катанием на коньках. За год выпуска из реального училища Лурих уже привлекал внимание прессы своими спортивными успехами. Репортёр местной газеты писал: «У нас в Эстонии живёт 17-летний богатырь…». Для этого были основания, Лурих поднял одной рукой гирю в 4 пуда[прояснить] 20 раз, поднял с земли одним пальцем несколько связанных гирь общим весом 10 пудов[прояснить], в то же время как в вытянутой левой руке он держал ещё 95 фунтов[прояснить]. Народная молва быстро нарекла его невиданным силачом и сделала известным и уважаемым человеком. Неудивительно, что после окончания реального училища (1895) он решил стать профессиональным борцом и атлетом.

### Начало спортивной деятельности
Для воплощения своей мечты в жизнь в 1895 году Лурих направился в Санкт-Петербург, в знаменитый «атлетический кабинет» доктора Владислава Краевского, «отца» русской тяжёлой атлетики, наставника множества великих борцов и атлетов, в том числе таких звёзд, как Гаккеншмидт и Поддубный. Буквально за год под руководством опытных наставников Георг добился ошеломительных результатов и окончательно решил посвятить спорту всю свою жизнь. Многие достижения Луриха, продемонстрированные на первых в его жизни соревнованиях, превышали установленные наиболее выдающимися силачами мировые рекорды по поднятию тяжестей. В 1896—1897 годах он завоевал звания «первый борец России», «атлет — чемпион России», затем и «чемпион мира по поднятию тяжестей одной рукой». В 1901 году в Гамбурге Георг выиграл звание «чемпиона мира по (классической) „французской“ борьбе», а в следующем году в Риге вновь без труда клал на лопатки всех своих именитых соперников, тем самым подтверждая свой титул «самого сильного в мире борца».
После, в ранге чемпиона, Лурих колесил по миру, принимал участие в самых престижных соревнованиях Европы и Америки, выступал с показательными выступлениями перед совершенно очарованной невиданным силачом, обладающим потрясающей фигурой, публикой, на ура принимающей демонстрируемые им уникальные номера и трюки. Одерживал блистательные победы над немецким силачом Зигфридом (1904) и огромным казахом Муканом Мунайтпасовым по прозвищу «Кара Мустафа» (1908).

### Вершина карьеры
В спорте Лурих был типичным самоучкой и не преклонялся перед признанными авторитетами. Он самостоятельно, с непостижимой тщательностью, исследовал собственное тело и разработал собственную, продуманную до мельчайших подробностей, систему развития силы человеческих мышц, что позволило ему из немощного подростка превратиться в одного из самых сильных людей планеты. Он так ловко научился контролировать собственное тело, что мог на глазах у изумлённой публики приводить в движение отдельные мускулы или группы мышц, оставаясь совершенно неподвижным. Если же его иной раз и побеждали, то поражением он, как правило, был обязан прежде всего своей не в меру смелой и предприимчивой натуре, своей жажде спортивного исследователя, которая заставляла его даже в самых решающих схватках испытывать какой-либо новый приём. Лурих был спортсменом до мозга костей.
К 1910 году на счету Георга было уже 20 установленных мировых рекордов по поднятию тяжестей. Среди любимых цирковых номеров Луриха, в которых он демонстрировал свою богатырскую силу, было удержание двух верблюдов, поднятие на заплечьях коня вместе с всадником, а также жонглирование тяжестями, которые обычному человеку трудно было даже просто оторвать от земли двумя руками. В 1912 году Георг завоевал в Гамбурге ещё один первый приз в борьбе и отправился в турне по Америке, где обучался приёмам только что появившейся вольно-американской борьбы.

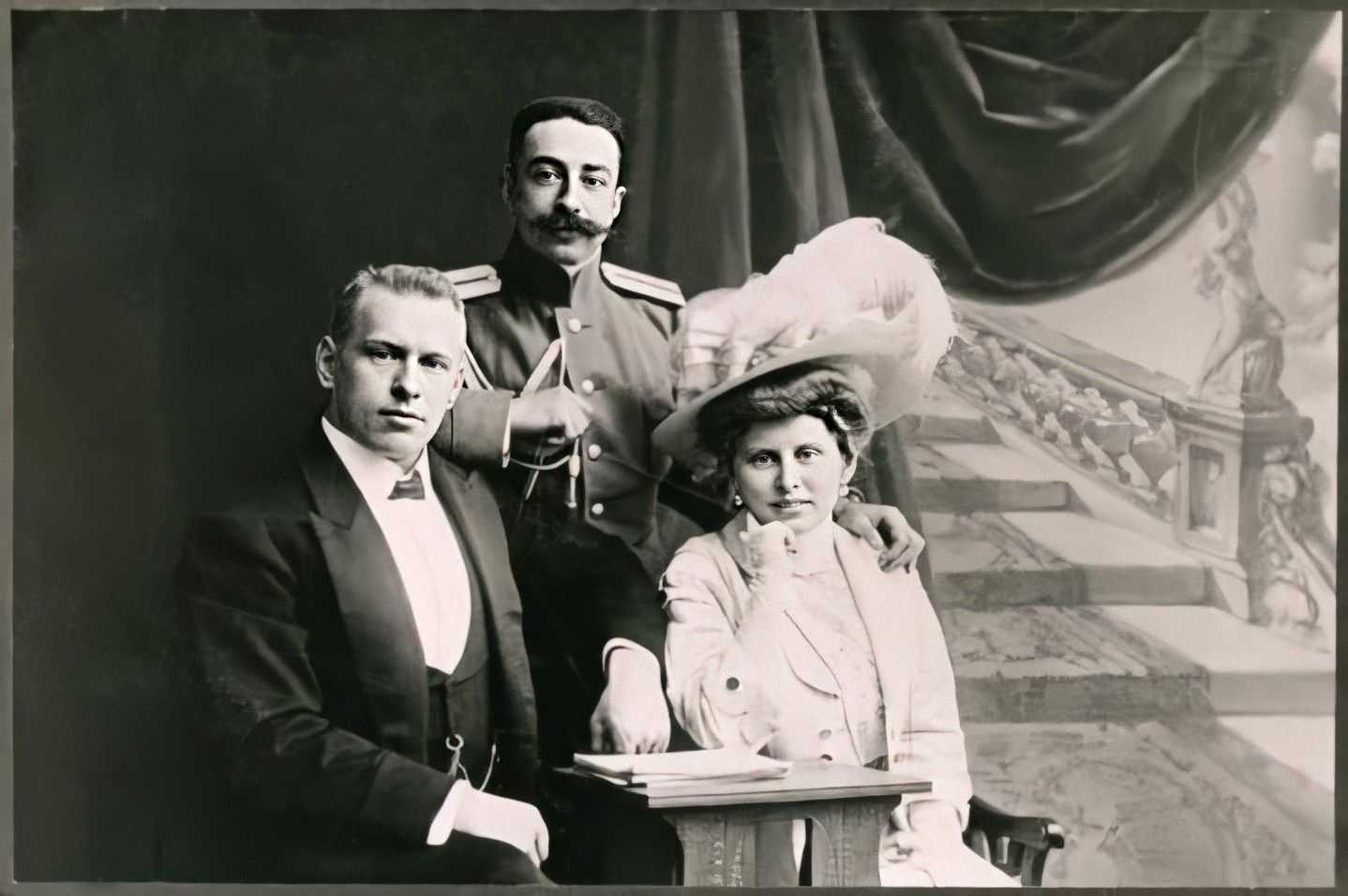
Георг Лурих с сестрой и зятем, 1906 год (фотограф Карл Булла)

Как и многие популярные атлеты, Лурих стал жертвой мошенников-самозванцев, гастролировавших по городам империи под его именем.
Двигательная одарённость Луриха была очень высокой, он боролся и на поясах, и в классическом и вольном стиле. Среди побеждённых им соперников в разное время стоят такие имена как: Гаккеншмидт, Педерсен, Збышко, Пытлясинский. Особо надо отметить его успех в вольной борьбе в 1913 году над чемпионом мира американцем Фрэнком Готчем, которому он сначала проиграл, а затем через месяц в матче-реванше, прошедшем в Гаване, дважды положил того, кто подпортил карьеру самому Гаккеншмидту.
Перед Первой мировой войной Лурих вместе с другом и товарищем по борьбе Александром Абергом ездил в США, чтобы выступать перед американской публикой. В 1913—1917 годах Лурих участвовал в соревнованиях по вольной борьбе в США. В 1913 году в Канзас-Сити Лурих боролся с американским чемпионом мира по рестлингу в тяжёлом весе Фрэнком Готчем, но проиграл, что стало последним матчем в карьере Готча.
После возвращения домой через Японию, Китай и Россию в 1917 году, осенью они прибыли в Эстонию. Они приняли участие в турнире по борьбе в Ревеле, который остался незавершенным из-за приближения немецких войск. Спортсмены отправились в Санкт-Петербург и далее на юг России. Гражданская война в России означала прекращение работы в Санкт-Петербурге и Москве. Условия оказались лучше на юге, который контролировала Белая армия. Однако война распространилась и туда, и борцам пришлось бежать дальше вглубь, остановившись в Армавире. Их целью было покинуть Россию через Чёрное море на лодке.

## Смерть
В начале 1920 года боевые действия дошли до Армавира, город несколько раз переходил из рук в руки, погибло много мирных жителей. Теплая зима принесла эпидемию брюшного тифа. Из-за войны было трудно получить медицинскую помощь. Первым заболел Лурих и умер 20 января 1920 года. Аберг также заразился тифом, но сумел преодолеть болезнь. Однако позже он заболел пневмонией и умер 15 февраля 1920 года. Борцы были похоронены в одной могиле на немецком кладбище Армавира.

## Личность
Он имел такое тело,

Что зависть кой-кого заела.

Знал он десять языков —

Это злило дураков.

Лурих — яркая звезда,

Наша гордость навсегда!

Богатырскими делами

Он известен за морями.

Ярче солнышка медали

На груди его блистали.

Он земной объездил шар,

Знал его и млад и стар.

Ему по силе равных нет,—

Без счёта у него побед...

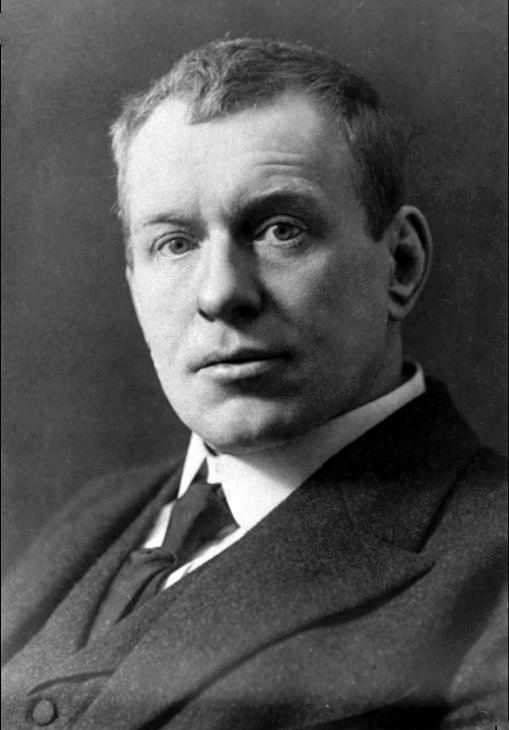
Георг Лурих незадолго до смерти

Георг Лурих является одним из величайших атлетов в истории. Он эталон человека, ведущего здоровый, разносторонний образ жизни, сподвижник нарождавшейся спортивной науки. На собственном примере он продемонстрировал важность гармоничного развития спортсмена и человека. Лурих был поистине уникальной личностью — помимо грандиозных спортивных достижений, он обладал великолепным чувством юмора, был широко образован, слыл отличным шахматистом (играл в шахматы с величайшими мастерами этой игры, среди которых Ласкер, Чигорин и Тарраш) и блестящим музыкантом, виртуозно играющим на фортепьяно (даже в дальних поездках никогда не расставался с гармоникой). Кроме этого, Георг был полиглотом и литератором, знал 10 языков, писал рассказы и статьи о спорте и физической культуре, собирал и записывал народные сказки. По словам биографов, Лурих колесил по Европе и при каждом удобном случае говорил, что он эстонец.
В 1910 году в общественных кругах Ревеля даже поговаривали о сооружении памятника народному любимцу. В народе называли его «нашим Юри», что очень нравилось самому Луриху. Также за гармоничность и красоту телосложения получил громкое прозвище "Эстонский бог". Широкая популярность переросла во всенародную любовь, которая стала пищей для ореола разного рода слухов и легенд, ходивших среди поклонников спорта. Народной фантазией были сочинены и стихи.

## Лурих в искусстве
Фигура Луриха считалась красивейшей в мире мужской фигурой. В начале XX века искусство тяжёлой атлетики весьма почиталось и было популярным не только в народной, но и артистической среде. И нередко жюри чемпионатов по тяжёлой атлетике формировалось из знаменитых художников, артистов и журналистов, получавших от состязаний огромное эстетическое удовольствие. Многие известные скульпторы, такие, как Роден, Бегас, Хтоппе и многие другие, увидев Луриха, просили его позировать им. Георг был также любимой моделью известного эстонского скульптора Амандуса Адамсона, выпускника Петербургской Академии художеств. Одна из их совместных работ «Чемпион» была удостоена первой премии на всемирной выставке 1904 года в Сент-Луисе как раз во время проведения Олимпийских игр. Вторая знаменитая работа Адамсона, моделью которой был Лурих, называлась «Калевипоэг у врат ада», где герой эстонского народного эпоса изображен в момент освобождения «из плена скал».

## Спортивная и общественная деятельность
Георг был от природы талантливым пропагандистом и сильным теоретиком. Он серьёзно занимался вопросами развития тела человека и часто упрекал учёных мужей, что они уделяют проблемам здоровья, спорта и физкультуры слишком мало внимания. Обладатель острого ума и совершенного тела, Георг умело и со знанием дела выступал перед простыми людьми с лекциями о необходимости соблюдать гигиену тела, заниматься физической культурой, вести здоровый образ жизни, культивировать силу и ловкость, стремиться через самосовершенствование сделать окружающий мир лучше.
Лурих утверждал, что силачом и атлетом может стать любой человек, независимо от задатков, заложенных в него природой, при условии регулярных занятий спортом. Тренировки, по мнению великого силача, — это не что иное, как овладение собой, собственной волей и стремлениями. В качестве тренера Луриху удалось воспитать целую плеяду выдающихся атлетов и борцов, снискавших впоследствии всемирную славу, среди них Кристап Вейланд-Шульц. Наиболее известным учеником Георга стал Александр Аберг, его земляк и близкий друг, которому Георг помог встать на ноги. А затем из этого, от природы сильного парня, он сделал многократного чемпиона мира. Лурих высоко ценил способности своего выдающегося ученика. От Аберга у него не было секретов.

Часто публиковался в спортивных изданиях, давал интервью, выступая не только как знаменитость, но и публицист и даже учёный, обнародуя добытые эмпирическим путём научные знания. Упрекая учёных в том, что они мало уделяют внимания физкультуре и спорту, Лурих писал:
Почему, например, за единицу измерения мощности взята лошадиная сила, а не человеческая, которая меньше лошадиной, и, следовательно, была бы удобнее в употреблении как мера более точная. Почему наука вообще не изучает силовых возможностей, заложенных в организме человека, а сосредоточивает своё внимание лишь на мире животных? Почему не оказывается материальная поддержка физкультурному движению, которое играет такую важную роль в развитии человека?! Как уже было отмечено, высокая наука всегда относилась к физической культуре, словно мачеха, и эта область ещё и до сих пор оставалась бы terra incognita (неизвестная земля - прим.авт.), если бы мы, атлеты, не начали её разрабатывать сами, — мы дали каждому движению человеческого тела соответствующее, глубоко продуманное название, основательно изучили и проанализировали возможности каждой мышцы и довели тяжёлую атлетику, включающую в себя и борьбу, и поднятие тяжестей, до такого высокого уровня развития, что она фактически сама превратилась в науку. Устанавливая мировые рекорды, мы сумели с математической точностью определить границы физической силы человека в целом, а также его отдельных мышечных групп. Мировые рекорды — это пограничные камни, обозначающие предел физической силы человека. Теперь, когда тот или иной рекорд побивают, это уже не просто доказательство того, что один спортсмен сильнее другого, а событие великое, до сей поры ещё на земле невиданное. Оно вместе с тем имеет и большое научное значение, ибо при этом пограничный камень силы соответствующей группы мышц передвигается ещё на несколько градусов вперёд. И значение этого продвижения ничуть не меньше, чем продвижение какого-нибудь полярного исследователя ещё на несколько градусов ближе к Северному полюсу. Тяжёлая атлетика связана с непрерывным напряжением сил, что даёт нам возможность определить выносливость лёгких, сердца, круга кровообращения, — этим самым мы предоставляем в распоряжение науки бесценный материал не только в области анатомии, но и в области физиологии человека.

Позиция Луриха в отношении развития человека была такова:
Душа и тело человека должны составлять единое гармоничное целое, потому что недоразвитость одного из этих компонентов всегда пагубно отражается на другом. Лишь в здоровом теле живёт здоровый дух. Дух, достигший совершенства, но живущий в слабом, угасающем теле, — словно выстроенный на песке дворец. Человека, развитого физически, но не развитого духовно, обычно считают невеждой, однако с не меньшим основанием мы можем применить это определение и к профессору, который из-за лени и недостатка силы воли унизил своё тело до положения вешалки для модной одежды, ибо образование такого профессора негармонично, однобоко.
Лурих любил народное творчество и активно занимался собиранием эстонского фольклора. До сих пор в Эстонском литературном музее хранятся более 800 страниц с текстами народных песен, собранных Лурихом во время его нечастых и кратковременных каникул на малой родине.

## Память
После смерти Георга Луриха многие эстонцы начали приукрашивать его достижения с такой силой, что легенда о Лурихе приобрела почти мифологический оттенок. В сельской Эстонии появилось множество народных преданий, которые продолжают распространяться и спустя годы после смерти Луриха. Приведенный ниже отрывок является примером народной сказки о Георге Лурихе, ставшей популярной среди жителей Вяйке-Маарья и был переписан эстонским писателем Калле Воолайдом:
Однажды жарким и солнечным летним днём Лурих сидел на склоне холма в Вяйке-Маарья, и когда жара стала для него слишком сильной, он побежал вниз в долину, чтобы освежиться прохладной родниковой водой. Во время бега он ударился ногой о камень и упал на четвереньки. Затем он встал, подошел к источнику, опустил в него ноги и руки и омылся родниковой водой. Именно здесь он получил огромную силу, взял тот камень, о который ударился ногой, и играл с ним, как с картошкой. Говорят, что этот камень, покрытый мхом, до сих пор находится на краю холма Вяйке-Маарья.
События из жизни Георга Луриха легли в основу сюжета фильма «На арене Лурих», созданного на киностудии «Таллинфильм» в 1984 году.

Скульптура Георга Луриха на улице Пирита, 28 мая 2017 года

В 1996 году, в связи со 120-летием со дня рождения Георга Луриха, на улице Пирита в Таллине был установлен памятник, созданный из бронзы эстонским скульптором Тыну Маарандом по мотивам скульптурного портрета Луриха работы Амандуса Адамсона. Из-за неоднократных актов вандализма осенью 2016 года управа района Пирита рассматривала возможность переноса памятника с шумной улицы в находящийся неподалёку спортивный центр «Пирита».
Мемориальная доска с изображением Луриха была установлена на стене стадиона Таллинской реальной школы, в которой спортсмен учился с 1887 по 1894 год.
Вошёл в составленный в 1999 году по результатам письменного и онлайн-голосования список 100 великих деятелей Эстонии XX века.
В апреле 2018 года памятник двукратному чемпиону мира по французской борьбе Георгу Луриху был открыт на родине атлета — в Вяйке-Маарья.